# Nazem Kadri
Nazem Kadri (London, Ontario, 6 de octubre de 1990), apodado Naz, Nazty, Dreamer o Dream, entre otros, es un jugador profesional canadiense de hockey sobre hielo que se desempeña en la posición de centro en Calgary Flames, equipo de la National Hockey League (NHL).

## Carrera
Fue seleccionado en la primera ronda en la NHL Entry Draft de 2009. Hizo su debut profesional con el equipo Toronto Maple Leafs, en el cual jugó diez temporadas (2009-2019), después pasó a Colorado Avalanche (2019-2022), luego a Calgary Flames, donde lleva jugando dos temporadas.